# Лямин 3-й
Лямин 3-й (манс. Мевтинглеминг, Язёвая Лямин), Мевтынглемынг, Мевитанлемынг — река в Ханты-Мансийском АО России, левый приток реки Лямин.
Высота устья — 50,9 м над уровнем моря.

## География
Лямин 3-й берёт начало на водоразделе Сибирских Увалов, течёт на юг. Река мелководна, максимальная глубина 4-6 метров. По берегам не расположено ни одного населённого пункта.
Устье реки находится на 268-м км левого берега реки Лямин, в 9 км к югу от посёлка Верхнее Лямино. Площадь водосборного бассейна 3660 км².

## Притоки
- 8 км: Нанымья (лв)
- 17 км: Лохайюган (лв)
- 29 км: Пурнэёган (лв)
- 45 км: Сетаяха (лв)
- 56 км: Ларъингыллорай-Ёган
- 63 км: Вычитъёган (лв)
- 67 км: Хышингъёган (лв)
- 68 км: Мевтынглемынг (Менгаяха, Менка-Яга) (пр)
- 74 км: Пяштаяха (Сортынглоръёхан) (пр)
- 83 км: Менкалемынг (Нанкъюган, Нанг-Юган) (пр)
- 95 км: Тосамыяха (Кельсиёхан) (лв)
- 101 км: Кемчаяха (Тытэмотыяха) (лв)
- 118 км: Хойёган (Овлихлоръёхан) (пр)
- 130 км: без названия (лв)
- 135 км: Инкуяха (лв)
- 140 км: Нюдя-Инкуяха (лв)
- 167 км: озеро Мевтынглемынгтыйлор

## Данные водного реестра
По данным государственного водного реестра России относится к Верхнеобскому бассейновому округу, водохозяйственный участок реки — Обь от города Нефтеюганск до впадения реки Иртыш, речной подбассейн реки — Обь ниже Ваха до впадения Иртыша. Речной бассейн реки — (Верхняя) Обь до впадения Иртыша. Коды — 13011100212115200046485 (низовье), 13011100212115200046492 (центр; общий код с Хойёганом), 13011100212115200046522 (верховье).